# Plavání na mistrovství Evropy v plaveckých sportech 1974
Závody v plavání na mistrovství Evropy v plaveckých sportech za rok 1974 proběhly ve Vídni, Rakousko ve dnech 18. až 25. srpna 1974.

## Výsledky

### Individuální disciplíny
| Muži                 | Zlato                     | Zlato    | Stříbro                     | Stříbro  | Bronz                         | Bronz    |
| -------------------- | ------------------------- | -------- | --------------------------- | -------- | ----------------------------- | -------- |
| 100 m volný způsob   | Peter Nocke (FRG)         | 52,18    | Vladimir Bure (URS)         | 52,19    | Klaus Steinbach (FRG)         | 52,31    |
| 200 m volný způsob   | Peter Nocke (FRG)         | 1:53,10  | Klaus Steinbach (FRG)       | 1:53,72  | Alexandr Samsonov (URS)       | 1:53,74  |
| 400 m volný způsob   | Alexandr Samsonov (URS)   | 4:02,11  | Bengt Gingsjö (SWE)         | 4:03,79  | Andrej Krylov (URS)           | 4:04,32  |
| 1500 m volný způsob  | Frank Pfütze (GDR)        | 15:54,57 | James Carter (GBR)          | 15:54,78 | Igor Jevgrafov (URS)          | 16:04,42 |
| 100 m znak           | Roland Matthes (GDR)      | 58,21    | Lutz Wanja (GDR)            | 58,66    | Zoltán Verrasztó (HUN)        | 58,78    |
| 200 m znak           | Roland Matthes (GDR)      | 2:04,64  | Zoltán Verrasztó (HUN)      | 2:04,96  | Róbert Rudolf (HUN)           | 2:07,52  |
| 100 m motýlek        | Roger Pyttel (GDR)        | 55,90    | Roland Matthes (GDR)        | 56,68    | Folkert Meeuw (FRG)           | 57,60    |
| 200 m motýlek        | András Hargitay (HUN)     | 2:03,80  | Brian Brinkley (GBR)        | 2:04,13  | Hartmut Flöckner (GDR)        | 2:04,55  |
| 100 m prsa           | Nikolaj Pankin (URS)      | 1:05,63  | Walter Kusch (FRG)          | 1:06,04  | David Leigh (GBR)             | 1:06,17  |
| 200 m prsa           | David Wilkie (GBR)        | 2:20,42  | Nikolaj Pankin (URS)        | 2:22,84  | David Leigh (GBR)             | 2:23,79  |
| 200 m polohový závod | David Wilkie (GBR)        | 2:06,32  | Christian Lietzmann (GDR)   | 2:07,61  | András Hargitay (HUN)         | 2:09,08  |
| 400 m polohový závod | András Hargitay (HUN)     | 4:28,89  | Christian Lietzmann (GDR)   | 4:30,32  | Andrej Smirnov (URS)          | 4:32,48  |
| Ženy                 | Zlato                     | Zlato    | Stříbro                     | Stříbro  | Bronz                         | Bronz    |
| 100 m volný způsob   | Kornelia Enderová (GDR)   | 56,96    | Angela Frankeová (GDR)      | 57,82    | Enith Brigithaová (NED)       | 58,10    |
| 200 m volný způsob   | Kornelia Enderová (GDR)   | 2:03,22  | Enith Brigithaová (NED)     | 2:03,73  | Andrea Eifeová (GDR)          | 2:05,04  |
| 400 m volný způsob   | Angela Frankeová (GDR)    | 4:17,83  | Cornelia Dörrová (GDR)      | 4:19,72  | Novella Calligarisová (ITA)   | 4:22,92  |
| 800 m volný způsob   | Cornelia Dörrová (GDR)    | 8:52,45  | Novella Calligarisová (ITA) | 8:57,93  | Gudrun Wegnerová (GDR)        | 8:59,79  |
| 100 m znak           | Ulrike Richterová (GDR)   | 1:03,30  | Ulrike Tauberová (GDR)      | 1:05,07  | Enith Brigithaová (NED)       | 1:05,94  |
| 200 m znak           | Ulrike Richterová (GDR)   | 2:17,35  | Ulrike Tauberová (GDR)      | 2:18,72  | Enith Brigithaová (NED)       | 2:21,33  |
| 100 m motýlek        | Rosemarie Kotherová (GDR) | 1:01,99  | Anne-Katrin Leuchtová (GDR) | 1:03,63  | Gunilla Anderssonová (SWE)    | 1:04,67  |
| 200 m motýlek        | Rosemarie Kotherová (GDR) | 2:14,45  | Anne-Katrin Leuchtová (GDR) | 2:18,45  | Barbara Schwarzfeldtová (FRG) | 2:19,71  |
| 100 m prsa           | Christel Justenová (FRG)  | 1:12,55  | Renate Vogelová (GDR)       | 1:13,69  | Ágnes Kaczanderová (HUN)      | 1:14,95  |
| 200 m prsa           | Karla Linkeová (GDR)      | 2:34,99  | Anne-Katrin Schottová (GDR) | 2:38,88  | Marina Jurčeňová (URS)        | 2:42,04  |
| 200 m polohový závod | Ulrike Tauberová (GDR)    | 2:18,97  | Andrea Hübnerová (GDR)      | 2:23,97  | Irina Fetisovová (URS)        | 2:25,40  |
| 400 m polohový závod | Ulrike Tauberová (GDR)    | 4:52,42  | Gudrun Wegnerová (GDR)      | 4:58,78  | Susan Richardsonová (GBR)     | 5:06,71  |

### Štafety
| Muži                   | Zlato | Zlato   | Stříbro | Stříbro | Bronz | Bronz   |
| ---------------------- | --- | ------- | --- | ------- | --- | ------- |
| 4×100 m volný způsob   | Západní Německo (FRG) (Klaus Steinbach, Gerhard Schiller, Kersten Meier, Peter Nocke, (r)Peter Raschke)                                                                                  | 3:30,61 | Sovětský svaz (URS) (Vladimir Bure, Alexandr Samsonov, Anatolij Rybakov, Georgij Kulikov, (r)Vladimir Krivcov, (r)Andrej Smirnov)                                                          | 3:32,01 | Východní Německo (GDR) (Roger Pyttel, Roland Matthes, Wilfried Hartung, Lutz Wanja, (r)Peter Bruch, (r)Ulrich Bär)                            | 3:32,54 |
| 4×200 m volný způsob   | Západní Německo (FRG) (Klaus Steinbach, Werner Lampe, Folkert Meeuw, Peter Nocke, (r)Stefan Wenz, (r)Gerhard Schiller, (r)Kersten Meier)                                                 | 7:39,70 | Sovětský svaz (URS) (Alexandr Samsonov, Andrej Krylov, Viktor Aboimov, Georgij Kulikov, (r)Vladimir Michejev, (r)Anatolij Rybakov)                                                         | 7:42,06 | Švédsko (SWE) (Bernt Zarnowiecki, Anders Bellbring, Peter Pettersson, Bengt Gingsjö, (r)Rolf Pettersson, (r)Sven von Holst)                   | 7:43,10 |
| 4×100 m polohový závod | Západní Německo (FRG) (Klaus Steinbach, Walter Kusch, Folkert Meeuw, Peter Nocke, (r)Bodo Schlag, (r)Thomas Pähr, (r)Michael Kraus, (r)Gerhard Schiller)                                 | 3:51,57 | Spojené království (GBR) (Colin Cunningham, David Wilkie, Stephen Nash, Brian Brinkley) | 3:54,13 | Sovětský svaz (URS) (Igor Poťakin, Nikolaj Pankin, Viktor Šarygin, Vladimir Bure, (r)Michail Chrjukin, (r)Anatolij Rybakov)                   | 3:54,37 |
| Ženy                   | Zlato | Zlato   | Stříbro | Stříbro | Bronz | Bronz   |
| 4×100 m volný způsob   | Východní Německo (GDR) (Kornelia Enderová, Angela Frankeová, Andrea Eifeová, Andrea Hübnerová, (r)Hannelore Ankeová, (r)Ulrike Richterová)                                               | 3:52,48 | Nizozemsko (NED) (Anthonia Rijndersová, Ada Porsová, Veronica Stelová, Enith Brigithaová)                                                                                                  | 3:57,08 | Francie (FRA) (Claude Mandonnaudová, Sylvie Le Noachová, Chantal Schertzová, Guylaine Bergerová, (r)Claudine Vibetová)                        | 3:57,61 |
| 4×100 m polohový závod | Východní Německo (GDR) (Ulrike Richterová, Renate Vogelová, Rosemarie Kotherová, Kornelia Enderová, (r)Andrea Eifeová, (r)Karla Linkeová, (r)Anne-Katrin Leuchtová, (r)Angela Frankeová) | 4:13,78 | Západní Německo (FRG) (Angelika Grieserová, Christel Justenová, Beate Jaschová, Jutta Weberová, (r)Silke Pielenová, (r)Dagmar Rehaková, (r)Gudrun Beckmannová, (r)Barbara Schwarzfeldtová) | 4:23,50 | Švédsko (SWE) (Gunilla Lundbergová, Jeanette Petterssonová, Gunilla Anderssonová, Diana Olssonová, (r)Britt-Marie Smedhová, (r)Ida Hansonová) | 4:23,90 |

## Medailová bilance
V plavání se rozdělilo celkem 29 sad medailí.
| Pořadí | Stát                            |       | Muži    | Muži  | Muži  |         | Ženy  | Ženy  | Ženy    |       | Muži + Ženy | Muži + Ženy | Muži + Ženy | Celkem |
| Pořadí | Stát                            | Zlato | Stříbro | Bronz | Zlato | Stříbro | Bronz | Zlato | Stříbro | Bronz |             |             |             | Celkem |
| ------ | ------------------------------- | ----- | ------- | ----- | ----- | ------- | ----- | ----- | ------- | ----- | ----------- | ----------- | ----------- | ------ |
| 1.     | Východní Německo (GDR)          |       | 4       | 4     | 2     |         | 13    | 10    | 2       |       | 17          | 14          | 4           | 35     |
| 2.     | Západní Německo (FRG)           |       | 5       | 2     | 2     |         | 1     | 1     | 1       |       | 6           | 3           | 3           | 12     |
| 3.     | Sovětský svaz (URS)             |       | 2       | 4     | 5     |         | 0     | 0     | 2       |       | 2           | 4           | 7           | 13     |
| 4.     | Spojené království (GBR)        |       | 2       | 3     | 2     |         | 0     | 0     | 1       |       | 2           | 3           | 3           | 8      |
| 5.     | Maďarská lidová republika (HUN) |       | 2       | 1     | 3     |         | 0     | 0     | 1       |       | 2           | 1           | 4           | 7      |
| 6.     | Nizozemsko (NED)                |       | 0       | 0     | 0     |         | 0     | 2     | 3       |       | 0           | 2           | 3           | 5      |
| 7.     | Švédsko (SWE)                   |       | 0       | 1     | 1     |         | 0     | 0     | 2       |       | 0           | 1           | 3           | 4      |
| 8.     | Itálie (ITA)                    |       | 0       | 0     | 0     |         | 0     | 1     | 1       |       | 0           | 1           | 1           | 2      |
| 9.     | Francie (FRA)                   |       | 0       | 0     | 0     |         | 0     | 0     | 1       |       | 0           | 0           | 1           | 1      |
| Celkem | Celkem                          |       | 15      | 15    | 15    |         | 14    | 14    | 14      |       | 29          | 29          | 29          | 87     |